# Замок Вальдбург
Замок Вальдбург (нем. Burg Waldburg) — фамильный замок трухзессов и имперских князей Вальдбург на территории общины Вальдбург в округе Равенсбург в Верхней Швабии.

## Географическое положение
Замок лежит на естественной возвышенности, так называемом друмлине эпохи вюрмского оледенения, на высоте 772 м над уровнем моря.

## История
Первые сведения о замке Вальдбург восходят к 1100 году, когда Вельфы пожаловали своим министериалам территориальные владения (феод) к востоку от Равенсбурга, в те времена, видимо, покрытые густыми лесами, откуда и происходит название замка: «лесной замок», «замок в лесу». Замок дал впоследствии также имя всему дворянскому роду Вальдбургов, впервые упоминаемому в 1108 г. В 1210 г. мужская линия Вальдбургов пресеклась, и замок перешёл во владение родственного Вальдбургам семейства фон Танне.
В первой половине XIII в. замок был значительно перестроен, и в основном объёме возведён главный жилой дом, так называемый палас.
Звёздный час замка Вальдбург знаменует правление императора Фридриха II, когда в нём с 1220 года до как минимум 1240 года при Эберхарде фон Танне-Вальдбург сохранялись императорские регалии.
В 1327 году у подножия замкового холма была возведена церковь в честь святого Магнуса.
В 1524—1525 гг. замок почти нетронутым пережил Крестьянскую войну.
В середине XVI в. при Георге IV фон Вальдбург замок был вновь перестроен и расширен в соответствии с новой модой, и приобрёл, в целом, свой современный облик. Однако уже в XVII ст. Вальдбург был обитаем лишь время от времени.
Последней перестройкой стало устройство замковой часовни в барочном стиле в 1728 году.

## Современное использование
В замке Вальбург расположен музей, открытый в летние месяцы. Посетители имеют возможность не только осмотреть полностью сохранившийся средневековый замок, образцы вооружения и предметы быта прошлого, но также копии императорских регалий: корону, скипетр, державу и Венское копьё. Кроме того, в экспозиции представлено факсимиле 1901 г. со знаменитой карты Мартина Вальдзеемюллера — первой карты, зафиксировавшей географическое название «Америка».